# Lestrigoni

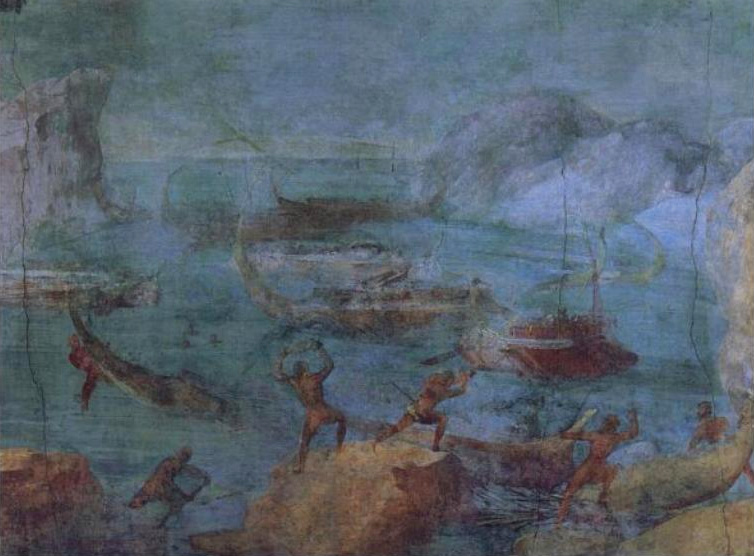
Pictura a secolul I I.H..

Lestrigonii (în greacă Λαιστρυγόνες) sunt un popor mitic de giganți canibali.
Homer spune că neamul Lestrigonilor trăia în nord, unde „abia e noapte și se face zi”, aproape de cetatea Lamos, fondată de către conducătorul lor, Antiphates, fiul lui Poseidon. Tucidide și Lycophron îi plasează în Sicilia, în apropierea Etnei, în ținutul numit Leontium.

## În cultură
Cu Lestrigonii s-a interesectat Odiseu în drumul său spre Ithaca. Unsprezece dintre vasele care‑l însoțeau pe erou au fost scufundate de către Lestrigoni, iar echipajele acestora devorate. Doar vasul lui Odiseu, care nu fusese ancorat în port, a scăpat din crudul măcel și și‑a continuat călătoria spre insula Circei, Sardinia .
Lestrigoni apar de asemenea în "Marea Monștrilor" (The Sea of Monsters), și în toate cărțile care au urmat din serie. Ei sunt văzuți ca soldați normali în armata Titaniilor. Sunt descriși ca având o înălțime între doi metri și jumătate și trei metri. De asemenea reapar în novela Fiul lui Neptun (Son of Neptune), a doua carte din seria Eroii Olimpului (Heroes of Olympus).